# 金島村 (群馬県)
金島村（かなしまむら）は、群馬県中部、北群馬郡に属していた村である。

## 地理
- 河川：吾妻川、大輪沢、登沢

## 歴史
- 1889年（明治22年）4月1日 - 町村制施行により西群馬郡阿久津村、祖母島村、金井村、川島村、南牧村の区域をもって成立する。
- 1896年（明治29年）4月1日 - 所属が群馬郡に変更。
- 1949年（昭和24年）10月1日 - 所属が北群馬郡に変更。
- 1954年（昭和29年）4月1日 - 渋川町、豊秋村、古巻村と新設合併し、渋川市が発足。同日金島村廃止。